# Lac Burton
Pour les articles homonymes, voir Burton.
Le lac Burton ou lagon Burton est un lac méromictique et salin situé dans les collines Vestfold de la Terre de la Princesse-Élisabeth en Antarctique.

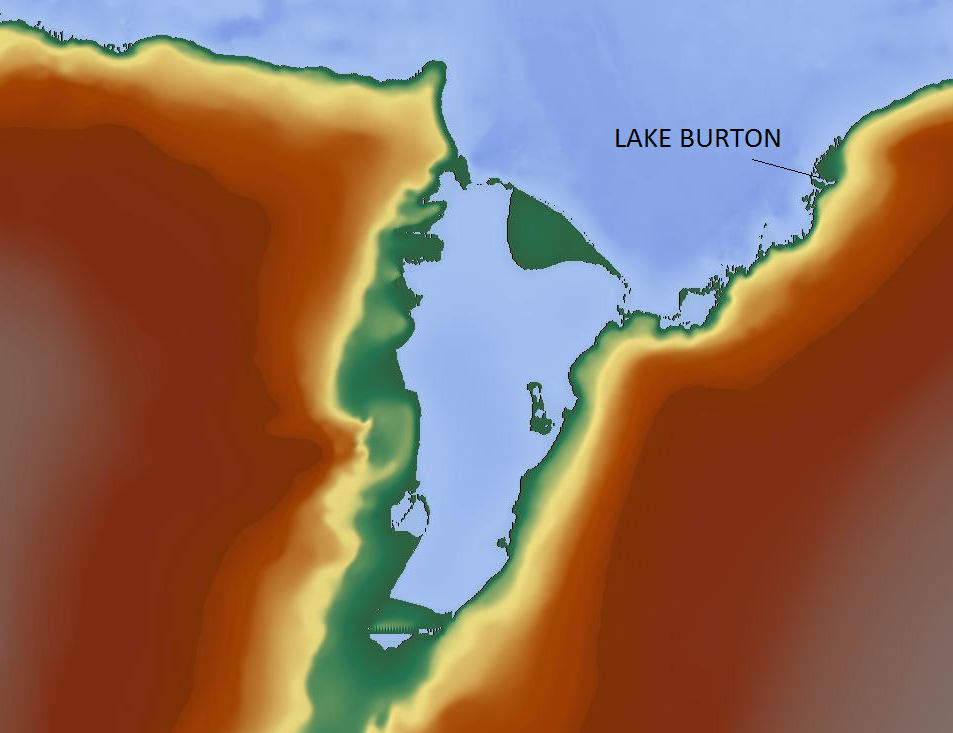
Le lac Burton sur une carte en topographique.